# ديربي الإسكندرية
ديربي الإسكندرية، هي المباراة التي تجمع بين الاتحاد السكندري ونادي الأوليمبي سابقا في محافظة الإسكندرية، كانت المباراة من أهم مباريات الدوري المصري الممتاز فترة الستينيات حينما كان الأوليمبي بطلا للدوري ووصل لنصف نهائي البطولة الأفريقية للأندية أبطال الدوري، إلا أن المباراة فقدت قيمتها بعد ابتعاد نادي الأوليمبي عن مستواه الجيد وهبوطه أكثر من مرة لدوري الدرجة الثانية.
بعد هبوط الأولمبي أصبح الديربي بين ناديي الاتحاد وحرس الحدود، على ستاد المكس التابع للحرس أو ستاد الاسكندرية التابع للاتحاد. أيضا يطلق لقب ديربي الإسكندرية على المباريات بين ناديي الاتحاد وسموحة، أو بين سموحة وحرس الحدود.